# Trebijovi
Trebijovi (cyr. Требијови) – wieś w Bośni i Hercegowinie, w Republice Serbskiej, w mieście Trebinje. W 2013 roku liczyła 12 mieszkańców.